# Clair de lune (Hugo)
 (avril 2012).
Si vous disposez d'ouvrages ou d'articles de référence ou si vous connaissez des sites web de qualité traitant du thème abordé ici, merci de compléter l'article en donnant les références utiles à sa vérifiabilité et en les liant à la section « Notes et références ».
Pour les articles homonymes, voir Clair de lune (homonymie).
Clair de lune est un poème de Victor Hugo faisant partie du  recueil Les Orientales. 
Dans ce poème, l'auteur engagé dénonce la barbarie des Turcs envers les Grecs, qui alors luttaient pour leur indépendance. Le chef de file des romantiques était comme beaucoup d'auteurs du côté des Grecs (martyrisés). Comme nombre de ses confrères, il ne connaissait cette guerre qu'à travers les musées, les textes, etc. Dans son poème, Hugo parle d'une sultane qui entend des bruits et se pose plusieurs questions pour en connaître l'origine. « Qui trouble ainsi les flots près du sérail des femmes ? ». Elle découvrira à la fin du poème que ce sont des Turcs jetant à la mer des sacs remplis de Grecs vivants.
La lune était sereine et jouait sur les flots.

La fenêtre enfin libre est ouverte à la brise,

La sultane regarde, et la mer qui se brise,

Là-bas, d'un flot d'argent brode les noirs îlots.

De ses doigts en vibrant s'échappe la guitare.

Elle écoute... Un bruit sourd frappe les sourds échos.

Est-ce un lourd vaisseau turc qui vient des eaux de Cos,

Battant l'archipel grec de sa rame tartare ?

Sont-ce des cormorans qui plongent tour à tour,

Et coupent l'eau, qui roule en perles sur leur aile ?

Est-ce un djinn qui là-haut siffle d'une voix grêle,

Et jette dans la mer les créneaux de la tour ?

Qui trouble ainsi les flots près du sérail des femmes ? -

Ni le noir cormoran, sur la vague bercé,

Ni les pierres du mur, ni le bruit cadencé

Du lourd vaisseau, rampant sur l'onde avec des rames.

Ce sont des sacs pesants, d'où partent des sanglots.

On verrait, en sondant la mer qui les promène,

Se mouvoir dans leurs flancs comme une forme humaine... -

La lune était sereine et jouait sur les flots.